# Skam (série télévisée)
Pour les articles homonymes, voir Skam.
Skam (« Honte ») est une série télévisée norvégienne pour jeunes adultes produite par NRK. Le premier clip de la série est mis en ligne le 22 septembre 2015 et le premier épisode est diffusé à la télévision le 25 septembre 2015 sur NRK.
Cette série est inédite dans tous les pays francophones, mais connaît une adaptation francophone : Skam France/Belgique.

## Concept
La série suit la vie quotidienne des adolescents de la Hartvig Nissens skole (no) (l'école Hartvig Nissen) à Oslo. Chaque saison suit un personnage différent, Eva pour la première, Noora dans la deuxième, Isak dans la troisième et enfin Sana dans la quatrième et dernière. Les téléspectateurs peuvent suivre les personnages de la série sur Instagram ou Facebook et rester en contact avec eux. Tout au long de la semaine, différentes scènes de l'épisode suivant ainsi que des SMS envoyés entre les personnages sont postés en ligne sur le site web officiel de Skam en temps réel. L'épisode complet, diffusé chaque vendredi sur NRK3, est une compilation de clips postés précédemment.

## Distribution

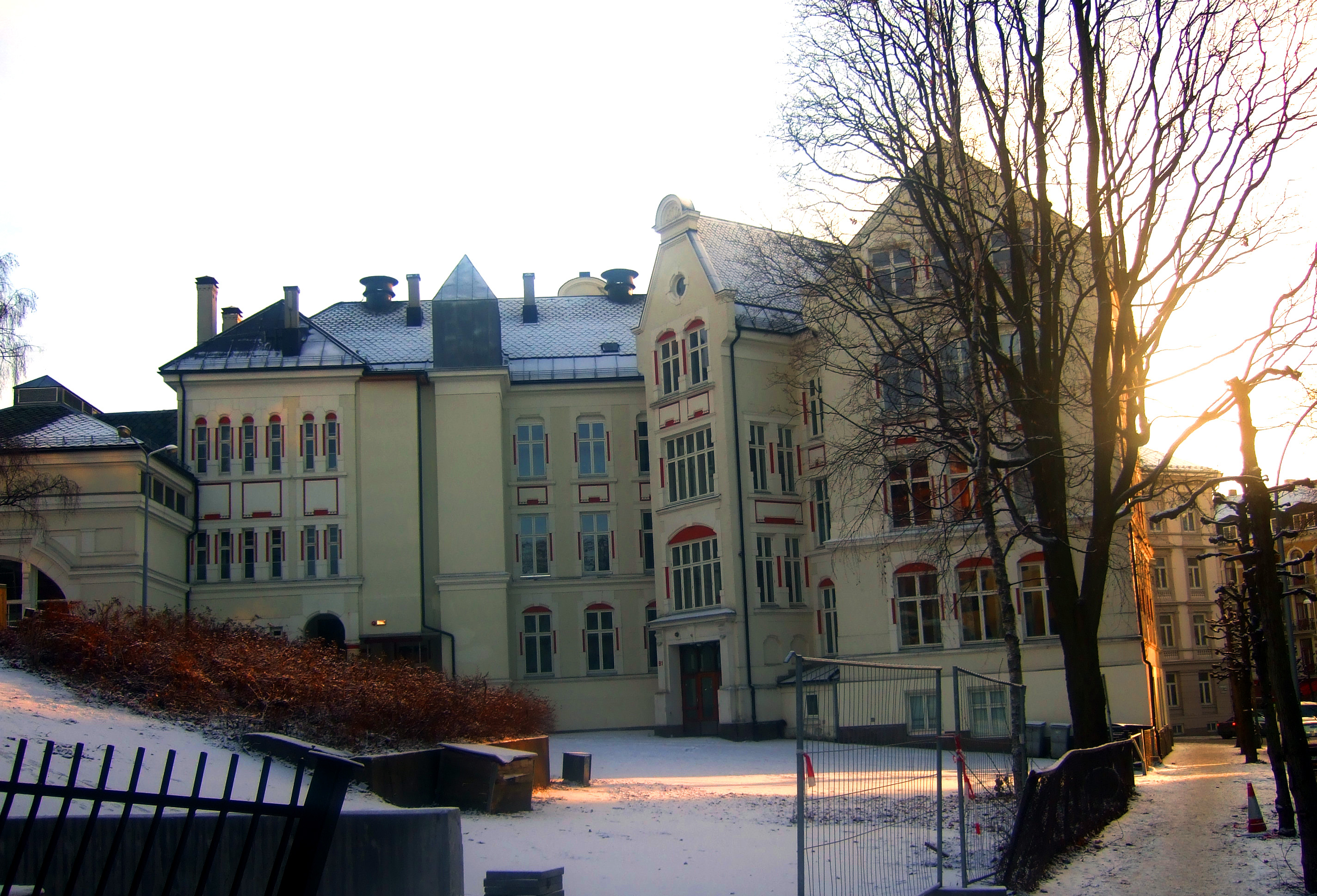
Hartvig Nissens skole à Oslo.

### Protagonistes
- Lisa Teige : Eva Kviig Mohn (no) (protagoniste de la première saison, principale saisons 2 et 4, récurrente saison 3)
- Josefine Frida Pettersen : Noora Amalie Sætre (no) (protagoniste de la deuxième saison, principale saisons 1 et 4, récurrente saison 3)
- Tarjei Sandvik Moe : Isak Valtersen (no) (protagoniste de la troisième saison, principal saisons 1 et 4, récurrent saison 2)
- Iman Meskini : Sana Bakkoush (no) (protagoniste de la quatrième et ultime saison, principale saisons 1 à 3)

### Principaux
- Ulrikke Falch : Vilde Lien Hellerud (saisons 1, 2 et 4, récurrente saison 3)
- Ina Svenningdal (no) : Chris Berg (saison 1, 2 et 4, récurrente saison 3)
- Marlon Valdés Langeland (da) : Jonas Noah Vasquez (saisons 1 et 3, récurrent saisons 2 et 4)
- Thomas Hayes : William Magnusson (saison 2, récurrent saison 1, invité saison 4)
- Carl Martin Eggesbø (sv) : Eskild Tryggvasson (saisons 2 et 3, récurrent saison 4)
- David Alexander Sjøholt : Magnus Fossbaken (saison 3, récurrent saison 4, invité saisons 1 et 2)
- Sacha Kleber Nyiligira (sv) : Mahdi Disi (saison 3, récurrent saison 4)
- Henrik Holm : Even Bech Næsheim (saison 3, récurrent saison 4)
- Cengiz Al : Yousef Acar (saison 4)

### Récurrents
- Herman Tømmeraas : Christoffer « Penetrator Chris » Schistad (saisons 1 et 2, invité saisons 3 et 4)
- Cecilie Martinsen : Ingrid Theis Gaupseth (saisons 1, 2 et 4, invitée saison 3)
- Kristina Ødegaard : Sara Nørrstelien (saisons 1, 2 et 4, invitée saison 3)
- Rakel Øfsti Nesje : Linn Larsen Hansen (saisons 2 à 4)
- Ruby Dagnall (sv) : Emma W. Larzen (saison 3, invitée saison 4)
- Elias Selhi : Elias (saisons 1 et 2)
- Celine Nordheim : Iben (saison 1, invitée saison 2)
- Theresa Frostad Eggesbø : Sonja  (saison 3)
- Marit Synnøve Berg : la mère d’Eva (invitée saisons 1 et 4)
- Fredrik Vildgren : Nikolai Magnusson (saison 2)
- Astrid Elise Arefjord : Dr Skrulle (invitée saisons 1, 3 et 4)
- Arthur Hakalahti : Kasper Folkestad (invité saisons 2 et 3)
- Yousef Hjelde El Mofty: Mikael Øverlie Boukhal (saison 4, apparition dans la saison 3)
- Simo Mohamed Elhbabi: Elias Bakkoush (saison 4)

## Épisodes

### Saison 1
La première saison est composée de onze épisodes et tourne autour d’Eva Mohn. Des personnages récurrents sont ses amis Noora, Vilde, Sana et Chris. Le fil conducteur de l’histoire est la relation difficile d’Eva et de son petit ami Jonas.
| Numéro dans la série | Numéro dans la saison | Titre original                                                                                               | Durée  | Diffusion originale |
| --- | --------------------- | --- | ------ | ------------------- |
| 1 | 1                     | Du ser ut som en slut (Tu as l’air d’une trainée)                                                            | 20 min | 25 septembre 2015   |
| Eva est en Seconde au lycée et elle a perdu contact avec ses meilleures amies, Ingrid et Sara. Elle ne connait que son petit ami Jonas et son meilleur ami Isak au lycée. Plus tard, elle décide de se rendre à une fête et elle fait la connaissance de plusieurs personnes : Vilde, Chris et Noora. |                       | |        |                     |
| 2 | 2                     | Jonas, dette er helt dust (Jonas, c’est complètement stupide)                                                | 17 min | 2 octobre 2015      |
| Pendant les vacances, Eva, Jonas et Isak se rendent dans un chalet. Eva est contrariée que son petit ami ait invité d’autres personnes alors qu’ils devaient se retrouver seuls. Elle commence également à suspecter que Jonas lui cache des choses, notamment dans sa relation avec Ingrid. |                       | |        |                     |
| 3 | 3                     | Vi er de største loserne på skolen (Nous sommes les plus gros losers de l’école)                             | 17 min | 9 octobre 2015      |
| De retour au lycée, Eva se lie d’amitié avec Noora, qu’elle avait rencontrée à la fête. Les deux jeunes filles, ainsi que Sana, sont invitées par Vilde et Chris à rejoindre leur bus pour leur remise de diplômes à la fin du lycée. |                       | |        |                     |
| 4 | 4                     | Go for it din lille slut (Vas-y, petite trainée)                                                             | 15 min | 16 octobre 2015     |
| Sana et Vilde veulent qu’Eva se rapproche de Chris « le Pénétrateur » afin d’être invitées aux fêtes de Terminales et ainsi augmenter leur popularité au lycée. Vilde se met en tête de séduire William, qui se trouve dans le groupe de Chris. |                       | |        |                     |
| 5 | 5                     | Hva er det som gjør deg kåt? (Qu’est-ce qui t’excite ?)                                                      | 19 min | 23 octobre 2015     |
| Eva invite Jonas à dîner chez elle afin qu’il rencontre sa mère. En parallèle, les filles accompagnent Vilde chez l’infirmière scolaire pour se renseigner sur les contraceptifs, car Vilde a décidé de perdre sa virginité avec William. Mais Jonas ne viendra pas. |                       | |        |                     |
| 6 | 6                     | Man vet når gutter lyver (Tu sais quand les garçons mentent)                                                 | 23 min | 30 octobre 2015     |
| Eva pense que Jonas la trompe avec son ancienne amie, Ingrid, et elle va voir Isak afin d’en savoir plus. Les filles se rendent à la fête d’Halloween organisée par Chris. Pensant que Jonas a été infidèle, Eva embrasse Chris, juste avant de rencontrer sa petite amie, Iben. |                       | |        |                     |
| 7 | 7                     | Tenker alltid det er meg det er noe gale med (Je pense toujours que c’est chez moi que quelque chose cloche) | 20 min | 13 novembre 2015    |
| Eva va demander conseil à Isak à propos du baiser échangé avec Chris. Il lui dit qu’il serait préférable de ne rien dire à Jonas. Noora encourage Vilde à tenir tête à William et à ne pas le laisser la traiter aussi mal. |                       | |        |                     |
| 8 | 8                     | Hele skolen hater meg (Toute l’école me déteste)                                                             | 24 min | 20 novembre 2015    |
| Tout le monde apprend ce qu’il s’est passé à la fête d’Halloween et tout le lycée parle d’Eva. Jonas refuse de lui parler, malgré ses nombreuses tentatives, et Vilde apprend la vérité à propos d’Eva et Ingrid. En parallèle, William se montre très intéressé par Noora. |                       | |        |                     |
| 9 | 9                     | Man er det man gjør (Tu es ce que tu fais)                                                                   | 21 min | 27 novembre 2015    |
| Eva reçoit une lettre de menace et elle décide qu’il serait préférable de changer de lycée. Isak tente de la convaincre qu’elle est plus forte que tout ça et qu’elle ne doit pas être le genre de personne qui abandonne. En parallèle, Vilde quitte le groupe du bus. De plus, Eva apprend que c’est Isak qui a répété à tous ce qu’il s’est passé entre elle et Chris. |                       | |        |                     |
| 10 | 10                    | Jeg tenker du har blitt helt psyko (Je crois que tu as été un grand psychopathe)                             | 21 min | 4 décembre 2015     |
| Eva parle enfin avec Jonas et ils s’expliquent. À la fête de Noël, Eva décide de confronter Isak à propos du fait qu’il ait trahi sa confiance. En parallèle, les filles sont inquiètes car elles pensent que quelque chose ne va pas avec Vilde. Cette dernière arrive à la fête et perd connaissance. Les filles la portent jusqu’à chez Eva et s’occupent d’elle. Au cours de la nuit, Vilde dit qu’elle pense avoir tué le bébé de William ce soir. |                       | |        |                     |
| 11 | 11                    | Et jævlig dumt valg (Une décision vraiment stupide)                                                          | 35 min | 11 décembre 2015    |
| Les filles accompagnent Vilde chez l’infirmière scolaire pour savoir si elle est vraiment enceinte. William continue de draguer Noora. Eva s’explique avec Isak sur ses vraies intentions et ils se réconcilient. Ensuite, elle décide d’avoir une conversation avec Jonas. Les deux ex décident qu’il est préférable de ne pas se remettre ensemble, mais ils couchent ensemble une dernière fois. Pendant une fête, Noora emprunte le téléphone d’Isak et elle découvre qu’il a visité des sites gay, ce qui lui fait penser qu’il a menti en disant qu’il a des sentiments pour Eva. |                       | |        |                     |

### Saison 2
Les douze épisodes de la deuxième saison s’intéressent à Noora Sætre, une forte tête. Elle est en relation avec William qui est un Terminale au passé douloureux qui joue avec les femmes. Ils vont petit à petit apprendre à se découvrir, et devoir surmonter quelques problèmes au cours de la saison. Le quatrième épisode est un épisode spécial Pâques et est considéré comme un hors série.
| Numéro dans la série | Numéro dans la saison | Titre original                                                                                    | Durée  | Diffusion originale |
| --- | --------------------- | ------------------------------------------------------------------------------------------------- | ------ | ------------------- |
| 12 | 1                     | Om du bare hadde holdt det du lovet (Si seulement tu avais tenu tes promesses)                    | 26 min | 4 mars 2016         |
| Noora tente de gérer sa colocation avec Eskild et Linn. Elle a un désaccord avec Vilde au sujet des sponsors pour leur bus. En parallèle, Noora fait tout son possible pour éviter William, qui se montre très insistant avec ses avances. |                       |                                                                                                   |        |                     |
| 13 | 2                     | Du lyver til en venninne og skylder på meg (Tu mens à une amie et tu me pointes du doigt)         | 26 min | 11 mars 2016        |
| Sana est confrontée à ses problèmes avec d’autres filles musulmanes au lycée. Eva entend des rumeurs au sujet de Jonas se propager. Noora décide d’accepter d’aller au rendez-vous qu’elle avait promis à William, afin qu’il ne manipule pas Vilde. |                       |                                                                                                   |        |                     |
| 14 | 3                     | Er det noe du skjuler for oss? (Y a-t-il quelque chose que tu nous caches ?)                      | 36 min | 18 mars 2016        |
| Noora essaye à tout prix de garder son rendez-vous avec William secret, pour ne pas blesser Vilde. William organise une soirée dans son appartement et les filles s’y rendent. Quand Eva part avec toutes ses affaires, Noora se retrouve seule avec William. Après avoir fait un peu plus connaissance, ils passent la nuit dans le même lit. |                       |                                                                                                   |        |                     |
| 15 | 4                     | Jeg visste det var noe rart med henne (Je savais qu’il y avait quelque chose d’étrange chez elle) | 29 min | 25 mars 2016        |
| Aux vacances de Pâques, les filles se rendent dans le chalet appartenant à la grand-mère de Chris. Elles rencontrent un jeune homme étrange, prénommé Kasper, sur le chemin. Après avoir joué avec une planche de Ouija, Vilde est persuadée que Sana a des pouvoirs surnaturels. Les filles sont inquiètes car elles pensent que Kasper les harcèle, mais elles se rendent compte qu’il ne s’agissait que d’une blague de Sana et Chris. En parallèle, Noora tente d’aider Vilde avec ses problèmes d’alimentation. |                       |                                                                                                   |        |                     |
| 16 | 5                     | Jeg er i hvert fall ikke sjalu (Je ne suis certainement pas jalouse)                              | 32 min | 1er avril 2016      |
| Noora tente de convaincre tout le monde de s’intéresser aux problèmes des réfugiés. Le groupe de William organise une vente aux enchères dans laquelle les garçons sont achetés afin de gagner de l’argent et rembourser les dégâts causés dans un chalet. Pour motiver Noora à venir, William décide de reverser une partie de la somme pour aider les réfugiés. Noora décide de lui dire ses quatre vérités et le traite d’égoïste. William la pousse à le regarder dans les yeux et à dire qu’elle ne l’apprécie pas. À l’extérieur, Noora rejoint William et ils s’embrassent, sans savoir que Vilde a assisté à la scène. |                       |                                                                                                   |        |                     |
| 17 | 6                     | Jeg vil ikke bli beskytta (Je ne serai pas protégée)                                              | 24 min | 22 avril 2016       |
| Après avoir passé la nuit chez William, Noora tombe sur son grand frère, Nikolai, dans la cuisine. En découvrant sa présence, William se montre très froid pour que son frère ne sache pas à quel point Noora compte pour lui. Les filles parlent du fait que Jonas ait été tabassé par un groupe de jeunes qui terrorise la ville. Noora dit à William qu’elle veut en savoir plus sur sa vie, ce qui inclut rencontrer officiellement son frère. Noora est surprise lorsqu’elle voit Isak monter dans la voiture de Chris après les cours. |                       |                                                                                                   |        |                     |
| 18 | 7                     | Noora, du trenger pikk (Noora, tu as besoin de bite)                                              | 24 min | 29 avril 2016       |
| Noora et Eva parlent d’Isak à Eskild et il décide de se renseigner afin de savoir s’il est gay ou pas. Les célébrations du Russ commencent et les filles sont invitées à faire la fête dans le bus du groupe de William. Elles sont sous le choc lorsqu’elles voient que les garçons vont se battre avec le groupe de jeunes qui ont agressé Chris et Jonas. Noora reste bouche bée quand William explose une bouteille sur la tête de quelqu’un. |                       |                                                                                                   |        |                     |
| 19 | 8                     | Du tenker bare på William (Tu ne penses qu’à William)                                             | 41 min | 6 mai 2016          |
| William tente d’expliquer son geste et son implication dans la bagarre à Noora. Cette dernière refuse de sortir avec quelqu’un de violent. Plus tard, elle a une conversation avec Sana dans la bibliothèque. Sana essaye de lui faire voir les choses du point de vue de William et elle lui conseille d’être avec lui si c’est ce que son cœur lui dit de faire. Noora décide alors de raconter la vérité à Vilde, qui le prend très bien. Elle remercie même Noora de ne pas avoir menti sur le début de leur relation. Alors qu’elle cherche William pour lui dire qu’elle ne lui en veut pas, Noora tombe sur son frère, Niko. Ce dernier manipule Noora en disant que William est parti et qu’il n’est qu’un psychopathe qui manipule les gens avant de s’en débarrasser. Noora boit alors le verre tendu par Niko et elle commence à perdre le contrôle. |                       |                                                                                                   |        |                     |
| 20 | 9                     | Jeg savner deg så jævlig (Tu me manques vraiment beaucoup)                                        | 22 min | 13 mai 2016         |
| Noora se réveille nue à côté de Nikolai, sans souvenir de ce qu’il s’est passé la veille. Elle se sent très mal à l’idée qu’elle a peut-être été violée. En parlant à Niko par message, ce dernier lui assure qu’il ne s’est absolument rien passé et qu’ils ont juste fait la fête. Plus tard, elle découvre que William veut toujours être avec elle, et que son frère n’a fait que lui mentir. William lui explique que Niko est un psychopathe, qui ne supporte pas que son frère ait quelque chose de plus que lui, et que c’est ce qui l’a poussé à ne pas lui présenter Noora. Cette dernière est soulagée et prête à reprendre son histoire avec William, mais elle reçoit un message de Niko, qui la menace avec des photos d’elle nue qu’il a prises à son insu. |                       |                                                                                                   |        |                     |
| 21 | 10                    | Jeg skal forklare alt (Je t’expliquerai tout)                                                     | 49 min | 20 mai 2016         |
| Noora est au plus mal à cause des derniers événements et elle reste cloîtrée dans sa chambre. Ses amis commencent à s’inquiéter et William passe la voir pour comprendre ce qu’il se passe. Noora prétend qu’elle est malade et stressée à cause de l’article qu’elle doit rendre. Alors qu’elle s’endort, William prend son ordinateur et tape l’article lui-même. Le jour de la Constitution, William dépose Noora chez Eva pour le petit-déjeuner qu’elle organise. Quand William dit qu’il l’aime, Noora répond pour la première fois qu’elle l’aime aussi. Plus tard, elle retrouve ses amies, mais elle se sent toujours aussi mal. Elle finit par leur avouer qu’elle pense avoir été violée par le frère de William. Les filles l’encouragent à se rendre chez un médecin afin de dénoncer Niko, et elles l’accompagnent là-bas. Ensuite, Noora donne rendez-vous à Niko dans un café afin de lui faire comprendre qu’elle ne se laissera pas intimider. Le lendemain, William vient voir Noora en lui demandant si elle a couché avec son frère. Noora répond qu’elle n’en sait rien, et William s’en va sans même lui lancer un regard, se sentant blessé et trahi. |                       |                                                                                                   |        |                     |
| 22 | 11                    | Husker du seriøst ingenting? (Tu ne te souviens vraiment de rien ?)                               | 30 min | 27 mai 2016         |
| Vilde vient voir Noora pour prendre des nouvelles. Dans ses affaires, elle voit une ancienne photo de Noora, où elle est vraiment très maigre. Vilde pousse alors son amie à manger, en lui rappelant les conseils qu’elle lui avait donnés sur la nourriture. Noora rencontre Mari, la fille de Terminale qui était à la soirée de Niko. Cette dernière lui assure qu’il ne s’est absolument rien passé, et qu’elle n’a pas été violée. Mari explique que les deux frères ont eu une enfance tragique, car leur petite sœur est morte dans un accident de voiture provoqué par Niko. Plus tard, Noora confronte William au lycée, alors que ce dernier prévoit de partir s’installer à Londres. Alors qu’ils s’expliquent, Noora lui assure qu’ils sont faits pour être ensemble, car ils s’aiment, et qu’ils ne doivent pas laisser cette épreuve les séparer. William monte quand même dans la voiture de Chris, prêt à partir pour l’aéroport. Cependant, il revient quelques secondes plus tard et il serre Noora dans ses bras avant de l’embrasser. |                       |                                                                                                   |        |                     |
| 23 | 12                    | Vil du flytte sammen med meg? (Tu veux emménager avec moi ?)                                      | 50 min | 3 juin 2016         |

### Saison 3
La saison 3 est composée de dix épisodes, le personnage principal est Isak Valtersen. L’histoire est centrée sur l’acceptation de son orientation sexuelle, ainsi que sur la sensibilisation sur la santé mentale (par l’intermédiaire du cas de son petit-copain secret).
| Numéro dans la série | Numéro dans la saison | Titre original | Durée  | Diffusion originale |
| --- | --------------------- | --- | ------ | ------------------- |
| 24 | 1                     | Lykke til, Isak (Bonne chance, Isak) | 27 min | 7 octobre 2016      |
| Au cours d’une soirée chez Eva pendant laquelle Emma, une élève de Seconde, l’embrasse, Isak cache de la drogue qui lui avait été confiée alors que la police arrive. Il cherche ensuite à la récupérer auprès de Sana, qui l’a vu faire. En échange, celle-ci lui demande de rejoindre le groupe de spectacle de fin d’année avec ses amis. Isak accepte avec réticence. Au cours d’une séance de ce groupe, il fait la connaissance d’un autre élève de Terminale, Even, qui l’intrigue. |                       | |        |                     |
| 25 | 2                     | Du er over 18, sant? (Tu es majeur, non ?) | 26 min | 14 octobre 2016     |
| Isak cherche à en savoir plus sur Even et apprend son rêve de devenir réalisateur de films. Emma, qui voudrait sortir avec lui, l’invite à une fête avec ses amis. À la fin de la journée, Isak rencontre Even dans le bus et lui demande s’il peut acheter de l’alcool pour lui, étant majeur. Even invite Isak chez lui, afin qu’il récupère sa carte d’identité. Les deux garçons sympathisent dans l’appartement et Isak préfère mentir à Emma (en lui disant qu’il a autre chose de prévu) et à ses amis (en leur disant que la fête d’Emma est annulée) pour rester avec Even. Cependant, il apprend également que ce dernier a une petite amie : Sonja. |                       | |        |                     |
| 26 | 3                     | Nå bånder dere i overkant mye (Je me disais que vous vous rapprochiez trop)                                                                            | 22 min | 21 octobre 2016     |
| Isak est en plein doute concernant sa sexualité. Il demande à Vilde, qui gère le groupe de spectacle, si d’autres soirées sont prévues. Vilde lui demande s’il peut accueillir une fête chez lui, ce qui finira par se faire. Au cours de cette soirée, bien qu’Isak soit avec Emma et Even avec Sonja, les regards qu’ils s’échangent alors qu’ils embrassent leurs petites amies respectives troublent Isak. À la fin de la soirée, Even reste et aide Isak à nettoyer. Ils sont sur le point de s’embrasser lorsque la porte d’entrée se referme : Noora, l’ancienne colocataire d’Isak, est revenue de Londres. |                       | |        |                     |
| 27 | 4                     | Keen på å bade / Da vorser vi sammen? (Envie d’un bain / Alors on fait un before ensemble ?)                                                           | 20 min | 28 octobre 2016     |
| Noora explique à Isak, Eskild et Linn qu’elle a rompu avec William. Au lycée, Isak apprend qu’une fête d’Halloween est organisé et qu’Even s’y rend, mais cette soirée a lieu en même temps que l’anniversaire de Magnus, l’ami d’Isak. Isak choisit tout de même de se rendre à la soirée d’Halloween en compagnie d’Emma. Alors qu’Even, Sonja, Emma et Isak sont ensemble avant de se rendre à la fête, Even et Sonja ont une petite dispute. Even invite Isak à l’accompagner dehors : ils se rendent dans une maison où Even sait qu’il y a une piscine et, au cours d’un concours d’apnée, les deux lycéens s’embrassent… avant de fuir la maison en toute hâte, repérés par les occupants de la maison. |                       | |        |                     |
| 28 | 5                     | Samme tid et helt annet sted / Kan jeg bli her med deg for altid? (Au même moment, dans un autre Univers / Je peux rester là avec toi pour toujours ?) | 30 min | 4 novembre 2016     |
| Isak et Even passent du temps ensemble dans la chambre d’Isak, échangeant leurs points de vue sur le monde et la mort. Plus tard, Even va retrouver Isak alors que ce dernier est en cours de sport et l’informe qu’il a parlé de lui à Sonja et qu’il souhaite sortir avec Isak, ce que ce dernier accepte. Isak a cependant toujours du mal à assumer son orientation sexuelle et vexe son colocataire Eskild, ouvertement gay, en lui disant qu’il ne se retrouve pas dans l’aspect « féminisé » de l’homosexualité. De plus, Even lui envoie un SMS pour lui dire qu’ils sont peut-être allés trop vite. Lorsqu’il s’invite à une soirée chez Emma, Isak voit Even embrasser Sonja avant qu’Emma ne l’informe qu’elle est au courant de ce qui s’est passé entre les deux garçons. Isak, dépassé par les événements, s’enfuit. |                       | |        |                     |
| 29 | 6                     | Escobar season / Kan du ikke bare si det? (La saison d’Escobar / Tu ne peux pas simplement le dire ?)                                                  | 19 min | 18 novembre 2016    |
| Les amis d’Isak s’inquiétant de son comportement, Jonas dit à Isak qu’il est là s’il a besoin de parler. Isak, qui est encore perturbé dans ses sentiments, va à l’infirmerie du lycée pour se plaindre de troubles du sommeil, mais plutôt que de lui prescrire des médicaments, l’infirmière l’invite à trouver quelqu’un à qui parler de ce qui le trouble. Après avoir quelque peu hésité, il se décide à parler à Jonas de la relation encore balbutiante qu’il entretient avec Even. |                       | |        |                     |
| 30 | 7                     | Er du homo? (Es-tu gay ?) | 23 min | 25 novembre 2016    |
| Isak, qui s’est réconcilié avec Eskild, lui demande des conseils vis-à-vis du fait qu’Even est encore en couple avec Sonja. Eskild est dubitatif, car dans son expérience, rares sont les homosexuels en couple avec une fille qui sont prêts à rompre pour s’assumer complètement. En parallèle, des rumeurs commencent à circuler au lycée sur l’orientation sexuelle d’Isak. Ce dernier se décide à parler d’Even avec Mahdi et Magnus (Jonas étant déjà au courant). Lors d’une soirée chez Isak où sont présents ses trois amis, ces derniers l’incitent à se montrer plus ferme avec Even, et à lui dire que s’il veut être avec Isak, il doit rompre avec Sonja. Isak s’exécute et quelques minutes plus tard, Even sonne à la porte d’Isak. Isak chasse promptement ses amis et accueille Even en l’embrassant fougueusement. |                       | |        |                     |
| 31 | 8                     | Mannen i mitt liv / Drit i å ringe Isak (L’homme de mes rêves / Arrête d’appeler Isak, bordel)                                                         | 30 min | 2 décembre 2016     |
| Après avoir passé la nuit avec Even, Isak lui avoue ses sentiments. Even lui dit qu’il a définitivement rompu avec Sonja. Plus tard, au lycée, Sana reconnaît qu’elle s’était trompée lorsqu’elle avait dit à Isak que l’homosexualité était une impasse évolutive. Even vient à la rencontre d’Isak alors que Sonja appelle ce dernier, mais Even prend le téléphone et lui dit de ne plus appeler Isak. Les deux lycéens se rendent ensuite dans une chambre d’hôtel, où ils font passionnément l’amour. Cependant, Even sort de la chambre au beau milieu de la nuit, entièrement nu. Isak part à sa recherche, mais ne le trouvant pas, il appelle Sonja. Cette dernière lui apprend qu’Even souffre de bipolarité que ses sentiments pour Isak ne sont qu’une idée passagère et demande à Isak de ne plus approcher Even. Dans le même épisode, Isak envoie des messages à son père et sa mère pour les informer de sa relation avec Even ; seul son père lui répond et n’y voit aucun problème. |                       | |        |                     |
| 32 | 9                     | Det går over / Velkommen til mobilsvar (Ça passera / Bienvenue sur la messagerie)                                                                      | 18 min | 9 décembre 2016     |
| Isak, le cœur brisé, se renseigne sur les troubles bipolaires dont est atteint Even. Il reçoit un message de sa mère qui lui dit qu’elle l’aimera toujours, quoi qu’il arrive, ce qui arrache une larme à Isak. À la cafétéria, son ami Magnus, dont la mère est également bipolaire, l’informe que ces troubles ne se manifestent que par brefs épisodes et donc que l’amour d’Even pour Isak était réel et non une illusion générée par sa maladie. Alors qu’Isak s’apprête à assister à un concert à l’église avec ses parents, il reçoit un message d’Even lui disant qu’il est à l’endroit de leur première rencontre et s’excusant d’avoir effrayé Isak par sa maladie. La musique réveille en Isak tous les souvenirs vécus avec Even, aussi se précipite-t-il à la rencontre de son amoureux, qu’il retrouve et embrasse en lui disant qu’il n’est pas seul. |                       | |        |                     |
| 33 | 10                    | Minutt for minutt / Jeg så deg første skoledag (Minute par minute / Je t’ai vu le premier jour de cours)                                               | 33 min | 16 décembre 2016    |
| Après l’avoir retrouvé, Isak a invité Even chez lui. Le matin, il reçoit un appel de Sonja qui s’excuse de s’être emportée et lui donne des conseils pour gérer au mieux sa relation avec Even. Ce dernier craint que leur relation ne mène qu’à faire du mal à Isak, mais Isak le rassure en lui disant que la seule chose dont ils doivent se soucier est la minute à venir car ils ne savent pas de quoi l’avenir lointain est fait. Au lycée, Vilde demande à Isak s’il peut accueillir la soirée de Noël de leur groupe, ce qu’Isak accepte, au grand dam de ses amis qui voient l’occasion d’aller à la fête du club de danse et de ses jolies danseuses s’envoler. Lors de la soirée, Even propose à Isak de rencontrer sa mère, ce qu’il accepte. En parallèle, Isak, Even, Mahdi et Jonas poussent Magnus à tenter sa chance avec Vilde, ce qui se conclut par une réussite. Enfin, Isak renoue avec Eva, s’excusant pour son comportement de l’année précédente lorsqu’elle était avec Jonas. Eva répond qu’elle a tourné la page et ne lui en veut pas. Isak et Eva discutent d’Even, et Isak se montre heureux d’avoir rencontré ce dernier, indépendamment de la tournure que prendra leur relation, car il peut à présent être qui il est au lieu d’une personne « fausse » et a appris le plus important : il faut vivre chaque instant de sa vie. |                       | |        |                     |

### Saison 4
Le 8 décembre 2016, la série est renouvelée pour une quatrième et dernière saison diffusée au printemps 2017. Le personnage sur lequel la saison est centrée est Sana. La saison porte sur l’islamophobie, ainsi que sur l’importance d’avoir un entourage de confiance.
| Numéro dans la série | Numéro dans la saison | Titre original                                                             | Durée  | Diffusion originale |
| -------------------- | --------------------- | -------------------------------------------------------------------------- | ------ | ------------------- |
| 34                   | 1                     | Du hater å henge med oss (Tu détestes sortir avec nous)                    | 25 min | 14 avril 2017       |
|                      |                       |                                                                            |        |                     |
| 35                   | 2                     | Jeg er gutt, jeg får ikke hat (Je suis un gars, je ne reçois pas de haine) | 18 min | 21 avril 2017       |
|                      |                       |                                                                            |        |                     |
| 36                   | 3                     | Hva mener du om drikking? (Boire, t’en penses quoi ?)                      | 28 min | 28 avril 2017       |
|                      |                       |                                                                            |        |                     |
| 37                   | 4                     | Allah hadde digget deg (Allah t’adorerait)                                 | 30 min | 5 mai 2017          |
|                      |                       |                                                                            |        |                     |
| 38                   | 5                     | Hvis du er trist er jeg trist (Si tu es triste, je suis triste)            | 27 min | 12 mai 2017         |
|                      |                       |                                                                            |        |                     |
| 39                   | 6                     | Har du en dårlig dag? (Tu passes une mauvaise journée ?)                   | 30 min | 26 mai 2017         |
|                      |                       |                                                                            |        |                     |
| 40                   | 7                     | Vi må stå sammen (Nous devons rester ensemble)                             | 36 min | 2 juin 2017         |
|                      |                       |                                                                            |        |                     |
| 41                   | 8                     | De største loserne på skolen (Les plus grandes ratées de l’école)          | 35 min | 9 juin 2017         |
|                      |                       |                                                                            |        |                     |
| 42                   | 9                     | Livet smiler (La vie nous sourit)                                          | 48 min | 16 juin 2017        |
|                      |                       |                                                                            |        |                     |
| 43                   | 10                    | Takk for alt (Merci pour tout)                                             | 59 min | 24 juin 2017        |

## Réception
En moyenne, environ 192 000 téléspectateurs ont regardé la première saison, le premier épisode étant l’un des plus regardés de tous les temps sur le site de NRK TV. Dans la première semaine de juin 2016, le streaming de Skam a été responsable de plus de la moitié du trafic sur NRK TV. La série a été reçue de façon positive pour traiter de sujets tels que l’abus sexuel. En novembre 2016, Martine Lunder Brenne a appelé Skam dans Verdens Gang « la série télévisée la plus cool de Norvège », en particulier pour le traitement de l’homosexualité dans la troisième saison. Le journal NATT&DAG a sélectionné Skam comme la meilleure série télévisée de l’année 2015.
À partir de la saison 3, la série a été en mesure d’atteindre un public étranger. NRK a donc reçu une forte demande d’ajout de sous-titres anglais pour les épisodes mis en ligne. Les demandes ont été refusées et NRK a justifié sa décision en expliquant que les licences des musiques utilisées tout au long de la série ne leur permettent pas de rendre les épisodes facilement disponibles à l’extérieur de la Norvège. Ils ont également pris des mesures contre les tentatives de propagation officieuse des épisodes avec sous-titres anglais sur internet.

## Récompenses
La série a remporté cinq prix aux Gullruten en 2016 : la meilleure série dramatique, la meilleure nouvelle série télévisée, l’innovation de l’année, le meilleur montage de film pour une série télévisée (Ida Vennerød Kolstø) et les nouveaux venus de l’année (Julie Andem et Mari Magnus).
En 2017, le duo que forment Tarjei Sandvik Moe et Henrik Holm (Isak et Even) ont remporté le prix du public aux Gullruten.
La dernière scène de l’épisode 9 de la saison 3, O helga natt, a également reçu un prix aux Gullruten.

## Adaptations
En décembre 2016, un remake américain est annoncé et sera diffusé sur Facebook Watch,. En octobre 2017, il est annoncé que six adaptations sont prévues dans le monde.
À partir de février 2018, la version franco-belge Skam France / Skam Belgique est lancée, produite par France Télévisions et RTBF et diffusée sur France 4, France.tv slash et RTBF Auvio. Un mois plus tard, ce sont la version allemande nommée Druck (de) produite par Funk et la version italienne Skam Italia (it) produite par TIMvision qui démarrent. En avril 2018, débute la version américaine Skam Austin produite par Facebook Watch.
En septembre 2018, c'est au tour de la version néerlandaise Skam NL (nl) produite par NPO 3 et de la version espagnole, Skam España, produite par Movistar+ de commencer. Le mois suivant, la partie flamande de la Belgique a sa version, intitulée WtFOCK (nl).
En juin 2019, France.tv Slash annonce la production prochaine d'une saison 5 inédite de Skam France, devenant ainsi la première adaptation de la série à disposer d'une saison supplémentaire par rapport à la version originale. Cette nouvelle saison porte sur le personnage d'Arthur.
Le 13 septembre 2019, France Télévisions annonce, lors de sa conférence de presse à La Rochelle, la production d'une saison 6 de Skam France.
Courant 2020, France Télévisions annonce, lors d'une conférence numérique, le renouvellement de la série Skam France pour une saison 7 et 8, annonce confirmée le 11 juin 2020 sur le compte Twitter de France.tv Slash.
France.tv Slash annonce le 18 décembre 2021 sur son compte Twitter le renouvellement de la série Skam France pour une saison 9 et 10.